# Thioketal

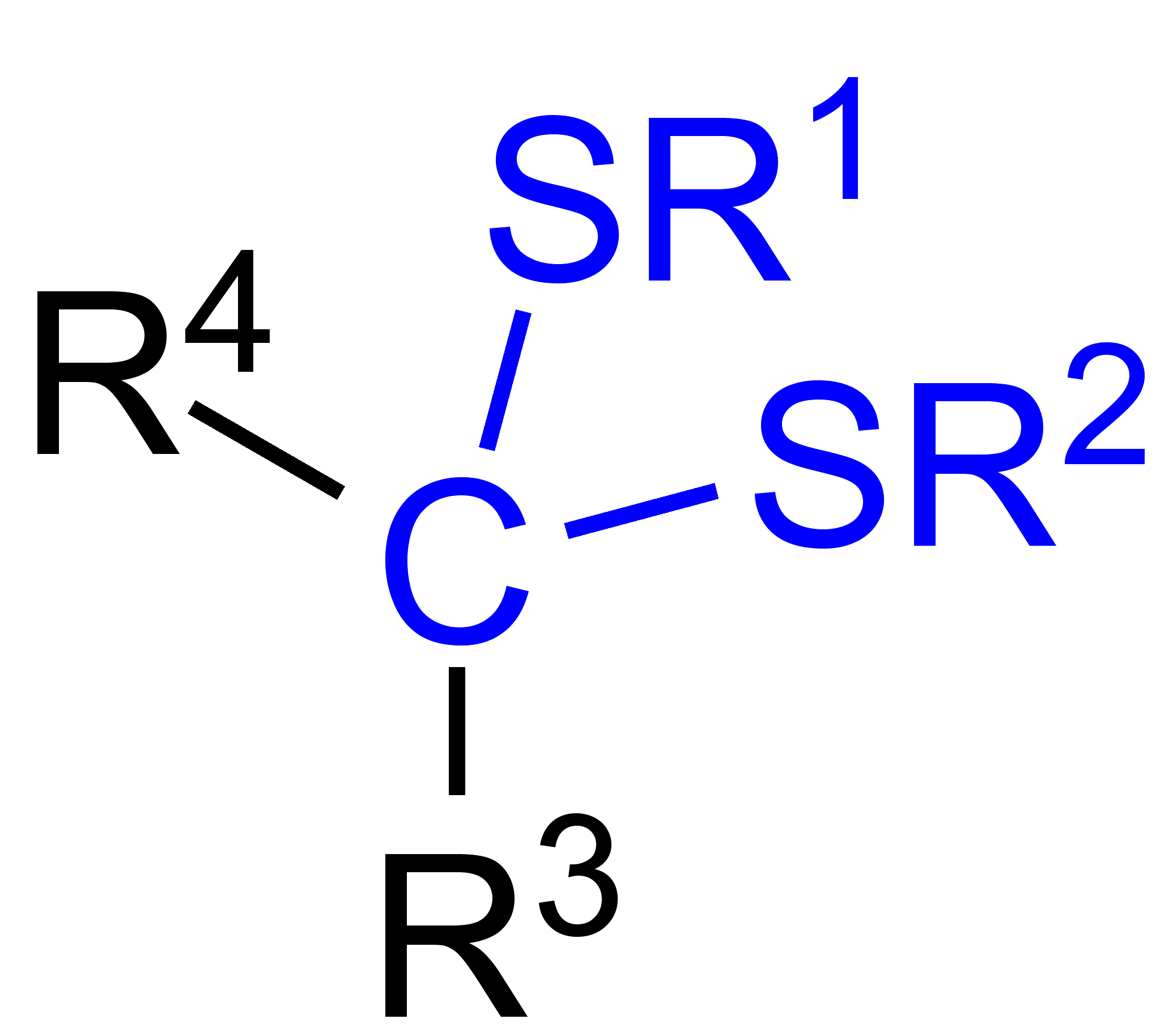
Obecný strukturní vzorec dithioketalu

Thioketaly je označení pro sirné analogy ketalů. Dělí se na monothioketaly (nebo jen thioketaly), které mají sírou nahrazen jeden atom kyslíku, a dithioketaly, kde jsou sírou nahrazeny oba kyslíky.
Thioketaly lze získat reakcemi ketonů či aldehydů s thioly.
Dithioketaly se mohou oxidativně štěpit, nejprve dojde k oxidaci na thioethery, poté se vytvoří thionoiové ionty, a ty jsou nakonec hydrolyzovány na aldehydy nebo ketony.
Thioketalové skupiny reagují s reaktivními sloučeninami kyslíku., kdy se mohou selektivně štěpit.
Reaktivní sloučeniny kyslíku narušují heterobifunkční vazby thioketalů, což může mít léčebná využití, protože tak thioketaly dávají vzniknout sloučeninám je zachycujícím, obsahujícím dvě různé funkční skupiny.
Ketony lze za neutrálního pH zredukovat prostřednictvím přeměny na thioketaly, které se poté dají snadno zredukovat katalytickou hydrogenací za přítomnosti Raneyova niklu, nazývanou Mozingova redukce.